# Piet van Heusden
Piet van Heusden (Amsterdam, 11 juli 1929 – 15 januari 2023) was een Nederlands wielrenner. De sportverslaggever Jan Liber omschreef Piet van Heusden als een fenomeen. Hij was een succesvol achtervolger en werd in deze discipline, bij de amateurs, viervoudig Nederlands kampioen en eenmaal wereldkampioen.
Van Heusden overleed op 93-jarige leeftijd.

## Belangrijkste overwinningen
1952

Bij het Nederlandse kampioenschap viel hij in voor de zieke Nico van Est. In de eerste rit tegen Adri Voorting won Piet van Heusden met ruim 2 seconden. In de finale won Piet van Heusden van Jan Plantaz en werd daarmee Nederlands kampioen. Zijn tijd van 5 minuten 11,8 seconden was een tijd die zelden in het Olympisch Stadion voorkwam. Piet van Heusden werd wereldkampioen op de wielerbaan Parc des Princes in Parijs. Hij presteerde het om in drie opeenvolgende wedstrijden drie keer dezelfde tijd te rijden: in de kwartfinale reed hij tegen de Deen Knud Andersen, in de halve finale tegen de Italiaan Loris Campana en in de finale tegen de Italiaan Mino de Rossi in 5 minuten 9,8 seconden.
1953

Piet van Heusden werd opnieuw Nederlands kampioen. Hij won de finale van Daan de Groot. Bij het wereldkampioenschap op de Oerlikon wielerbaan in Zürich verloor hij in de kwartfinale van de Italiaan Loris Campana.
1954

Piet van Heusden werd voor de derde keer Nederlands kampioen. Bij het wereldkampioenschap in het Müngersdorf-stadion in Keulen verloor hij de halve finale van de Engelsman Peter Brotherton. Piet van Heusden protesteerde tevergeefs tegen de gang van zaken en weigerde daarna om voor de derde plaats te strijden.